# Palina Pivavarava
Palina Pivavarava ou Polina Pivovarova, née le 12 octobre 1994, est une coureuse cycliste biélorusse spécialiste de la piste.

## Palmarès sur piste

### Championnats d'Europe
| Édition / Épreuve      | Poursuite par équipes                            | Course aux points |
| Anadia 2014 (espoirs)  | Or (avec Masiukovich, Savenka, Shmayankova)      |                   |
| Athènes 2015 (espoirs) | Or (avec Piatrouskaya, Savenka, Shmayankova)     | Bronze            |
| Granges 2015           | Bronze (avec Piatrouskaya, Savenka, Shmayankova) |                   |

### Championnats nationaux
- Championne de Biélorussie de l'américaine :  2019
- Championne de Biélorussie de poursuite individuelle : 2020
- Championne de Biélorussie du scratch : 2020

## Palmarès sur route
- 2014
  - 3e du championnat de Biélorussie du contre-la-montre
- 2016
  - 3e du championnat de Biélorussie sur route
- 2017
  - 3e du championnat de Biélorussie du contre-la-montre
- 2020
  - 3e du championnat de Biélorussie du contre-la-montre